# US Open i tennis 2018
US Open i tennis 2018 spelades från och med den 27 augusti till och med den 9 september på USTA Billie Jean King National Tennis Center i Flushing Meadows Park, New York. Tävlingen var den 138:e i ordningen och den sista av de fyra Grand Slam-turneringarna för året.

## Tävlingarna och resultat
Seedning av de tävlande framgår av respektive huvudartikel nedan.

### Herrsingel
Segrare:   Novak Đoković

### Damsingel
Segrare:  Naomi Osaka

### Herrdubbel
Segrare:  Mike Bryan,  Jack Sock

### Damdubbel
Segrare:  Ashleigh Barty,  Coco Vandeweghe

### Mixed dubbel
Segrare:  Bethanie Mattek-Sands,  Jamie Murray